# USS Champlin (DD-601)
USS Champlin (DD-601) – niszczyciel typu Benson. Został odznaczony sześcioma battle star za służbę w czasie II wojny światowej.
Stępkę jednostki położono 31 stycznia 1942 roku. Okręt został zwodowany 25 lipca 1942 roku w stoczni Bethlehem Steel Corporation w Quincy (Massachusetts). Wszedł do służby 12 września 1942 roku.
Pełnił służbę eskortową na Atlantyku. 12 marca 1943 roku zatopił w pobliżu Azorów niemiecki okręt podwodny U-130.
Uczestniczył w inwazji na Sycylię.
7 kwietnia 1944 roku brał udział w zatopieniu U-856 (m.in. staranował go).
Brał udział w inwazji na południową Francję.
W czerwcu 1945 roku przeszedł na Pacyfik i uczestniczył w operacjach eskortowych i okupacyjnych.
Wycofany ze służby 31 stycznia 1947 roku. Skreślony z listy 2 stycznia 1971 roku. Sprzedany 8 maja 1972 roku na złom.